# Муза (фільм, 1999)
«Муза» (англ. The Muse) — сатирична комедія 1999 року від режисера Альберта Брукса. У головних ролях — Альберт Брукс, Шерон Стоун, Енді МакДавелл та Джефф Бріджес. Прем'єра стрічки відбулася 27 серпня 1999 року.
Самих себе у фільмі зіграли такі актори як Сібілл Шеперд, Дженніфер Тіллі та Лоренцо Ламас, а також режисери Джеймс Кемерон, Мартін Скорсезе та Роб Райнер.

## Сюжет
Сценарист Стівен Філліпс отримує другорядну премію за свою роботу, хоча насправді він мріє про нагороди найвищого ступеня. Всі його сподівання пов'язані з останнім сценарієм, який він має обговорити з представником студії «Парамаунт Пікчерз» Джошем Мартіном. Однак той прямо говорить Стівену, що його робота не підходить компанії. Навіть більше, Джош повідомляє Філліпсу, що його звільняють і він має забрати свої речі. Стівен шокований таким перебігом подій, але не втрачає надій, тому зв'язується зі своїм агентом, щоб той знайшов охочих екранізувати його сценарій. Проте й тут він чує лише погані новини.
Не маючи жодних ідей як вибратися із такої ситуації, Стівен звертається до свого успішного колеги та приятеля Джека, який в одну мить з посереднього сценариста перетворився на успішного письменника. Той відкриває Філліпсу секрет, що всі його здобутки — це справа рук справжньої музи, про яких складали міфи. Одна з таких надихає Джека. Його музу звуть Сара, але вона доволі примхлива і сама вирішує чи буде співпрацювати з ким-небудь.
Завдяки допомозі Джека, Стівен домовляється про зустріч із Сарою. Але всі його уявлення про їх майбутню співпрацю далекі від реальності. Насправді Сара привносить в життя Стівена та його родини безліч змін, на що той явно не очікував…

## У ролях
- Альберт Брукс — Стівен Філліпс;
- Шерон Стоун — муза / Сара Літтл;
- Енді МакДавелл — дружина Стівена Лора;
- Джефф Бріджес — Джек Воррік;
- Марк Фоєрстін — Джош Мартін;
- Бредлі Вітфорд — агент Філліпса.

## Відгуки
Фільм провалився у прокаті, зібравши трохи більше 11 млн доларів при бюджеті в 15 млн.
На сайті Rotten Tomatoes стрічка отримала рейтинг 53% на основі 80 відгуків. Загалом критики «тепло» зустріли роботу Альберта Брукса, але назвали фільм гіршим, якщо порівнювати з «Загублені в Америці» та «Мати».